# シェションク1世

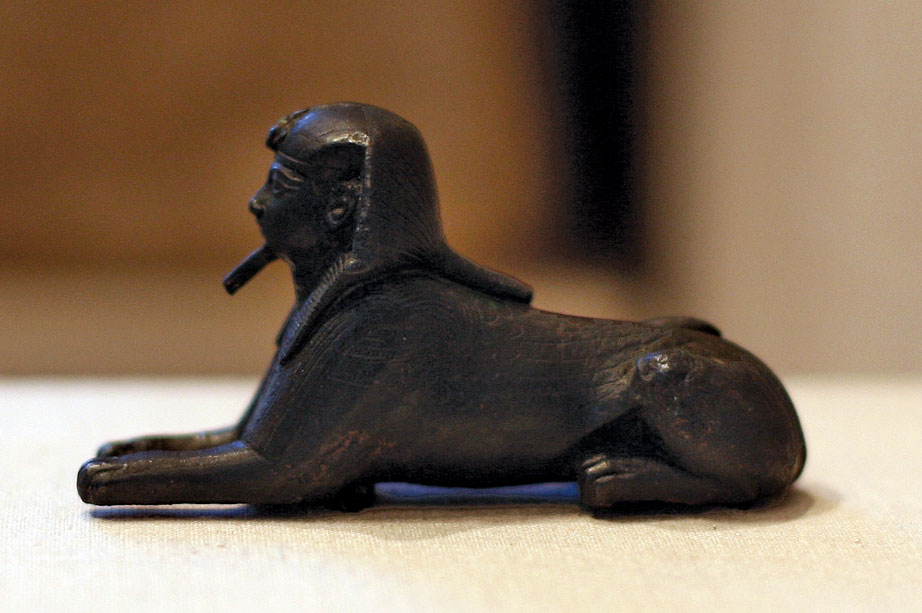
シェションク1世の像。ブルックリン美術館所蔵。

シェションク1世（Sheshonk IまたはShoshenq I、在位：紀元前945 - 924年頃または前943 - 921年頃）は古代エジプト第22王朝の初代ファラオ。即位名は「明るきはラーの出現、ラーに選ばれしもの」を意味するヘジュケペルラー・セテプエンラー 。
史上初となるリビュア系による王朝を創設し、二つに分断されていた政治権力を再統合した。また、イスラエル王国に遠征を行い、旧約聖書においてエジプト王シシャクとして記録されている。

## 生涯

### メシュウェシュの大首長
リビュア系の部族メシュウェシュの血を引く。エジプトでは第19王朝時代から、西デルタを経由して多くのリビュア人が移住してきていた。20王朝から21王朝にかけて、彼らの一部は主に軍人として登用され、褒賞に土地や官職を与えられることで、地方の有力者として台頭した。
その中でもシェションク1世の家系は、王家と縁戚関係を持つ程に大きな権力を得た名士だった。父ニムロトAと祖父シェションクAは「マーの首長」の称号を付与されており、ニムロトの兄で、シェションク1世の叔父にあたる大オソルコンは、甥に先立って史上初のリビュア系ファラオとして即位し、6年間統治している。
シェションクはプスセンネス2世の娘マアトカラーの義理の父として王家の席に加わり、エジプト軍の最高司令官及び王の側近として大きな権力を握った。そしてプスセンネス2世の死後、後継者として即位するにあたって自らの正統性を強調するため第21王朝の創設者であるスメンデス1世と同じ即位名を採用した。

### 南北統一
即位後のシェションク1世は、ラムセス11世以降、南北に分断されていた国家の再統合に乗り出した。
アメンの大司祭職の世襲を廃止し、次男のイウプトをアメンの大司祭の地位に就け、上エジプトの長官と軍司令官の地位を兼任させた 。神官団は事実上の独立国家として上エジプトを支配下に置いていたが、この政策によってブバスティスから統治する王の監視下に置かれる形となり、王権は再び一つに統合された。また、長男のオソルコンを後継者に選び、三男ニムロト（ニムロトB）を中部エジプトのヘラクレオポリスの軍団長に任命した。
婚姻と血縁関係に基づいて部族全体を統括する手法は、王の祖先であるリビュア人社会の伝統であった。シェションク1世はこの伝統を自らの政策として用いることで、自分の親族を要職や地方の支配者に据え、一族の支配を盤石なものにしようとした。
彼の後継者たちも、その伝統を受け継いでいくこととなったが、こうした複雑な婚姻政は後に王朝の再度の分裂を招く遠因にもなった。

### シシャク王のパレスティナ遠征
国内を安定させたシェションク1世は治世の後半から、エジプトに隣接する中東地域で積極的な外交政策を展開し、同地におけるエジプトの威信を回復させることに尽力した。
新王国時代末期にエジプトの支配下から脱したシリア・パレスティナ地域では、多数の新勢力が台頭しており、中でも11世紀頃からダビデ・ソロモンの下で勢力を伸ばしたイスラエルの権勢が著しかった。だがソロモンの専制的統治には不満を抱く者が多く、ユダヤ民族を構成する12部族間でも対立が深まっていた。
旧約聖書の記述によれば、イスラエルの王になると予言を受けソロモンに追われる身となったヤロブアムがエジプトに逃れ、シシャクという王の庇護を受けた。シシャクは聖書の中で初めて個人名で記述されたパロ(ファラオ)で、研究者の多くはこの王をシェションク1世に比定している。
ソロモンの死後、エルサレムの王位は息子のレハブアムに渡ったが、12部族の内の10部族がダビデ王家の統治に異を唱えて王国から離反し、イスラエルは南北に分裂した。北イスラエルに割拠する10部族は帰国したヤブロアムを王に擁立し、ここに予言は成就された。一連の内紛で好機を得たシシャクは、イスラエルを再度エジプトの支配下に置くべく遠征を敢行した。
レハブアムの治世5年目、シシャクはユダ王国のベニヤミン族の領地に侵攻した。エルサレムは包囲され、レハブアムは財宝を送ることで市街地への侵入を免れた。だがソロモンの神殿と王宮は蹂躙され、契約の箱を除く財宝の殆どが略奪された（列王記上，14：26）。次にシシャクは北イスラエルに矛先を向け、ヤロブアムをヨルダン地方へ追いやった。略奪した373トンの財宝は、次代のオソルコン1世の治世の最初の4年間に、エジプト各地の神殿へ奉納されたと言われる。
シェションク1世のユダヤ侵攻の事実は、エジプト側が残した複数の史料から確認されている。
メギドから出土した石碑の断片には、王のカルトゥーシュと共に、イスラエルの要塞の幾つかが征服地として記されており、一連の遠征を成功裏に終わらせた王が同地に建立した記念碑だと見られている。メギドはかつてトトメス3世が大勝を収めた地であり、そこに碑文を残した事には、古の偉大な王の功績にあやかろうとする意図が窺える。
カルナック神殿の敷地内に建立されたブバスティス門には、征服した諸外国のリストをアメン神に捧げるシェションク1世の姿が彫られており、そのリストにはシリア、フィリスティア、フェニキア、ネゲヴおよびユダヤの北部及び南部の地域が列挙されている。
最大の戦果である筈のエルサレムが征服地として言及されていないことから、一部の研究者は、聖書のシシャク王とシェションク1世は別人であるか、エルサレムへの攻撃が実際には行われなかったと主張する。しかし、リストの大部分は風化によって欠損しており、失われた部位にエルサレムが記されていた可能性が残っている。また、この矛盾を解消するための説として、レハブアムが都市を破壊しないように嘆願した結果、征服地のリストから除外されたとする説や、エジプトによる占領は一時的なもので、征服地のリストは過去の王たちの征服地域を複写した形式的なものに過ぎないとする説などがある。
シェションク1世は国内だけでなく、ヌビアやパレスティナ地域にも、外交政策の補遺として、征服地域の詳細なリストを含む記録を刻んだ。これらは数世紀ぶりに公式に記録されたエジプト国外での軍事行動であり.、カナン地域について言及した唯一の鉄器時代末期の文書である。
シェションク1世は遠征から帰還した直後或いは数年後に没し、息子のオソルコン1世が王位を継承した。その墓所は未発見だが、出土した葬祭具からタニス、ブバスティス等、複数の候補地が挙げられている。